# Glory Box
Glory Box è un singolo del gruppo trip hop britannico Portishead, pubblicato nel 1995 ed estratto dal loro album di debutto Dummy.
Il brano campiona Ike's Rap II di Isaac Hayes.

## Videoclip
Alla canzone è stato abbinato un videoclip, girato in bianco e nero e diretto da Alexander Hemming. Viene ricostruita la vicenda di due coppie di coniugi in crisi, aggravata dal fatto che sia gli uomini sia le donne lavorano nella stessa azienda. Ma esse finiranno per ritrovare affiatamento durante una serata trascorsa in un locale dove si esibisce la band, grazie alla voce suadente della cantante. 

## Tracce
CD
1. Glory Box (edit)
2. Toy Box

12"
Side 1
1. Glory Box
2. Scorn
3. Sheared Box

Side 2
1. Strangers
2. Wandering Star